# Samil (Braganza)
Samil es una freguesia portuguesa del municipio de Braganza, con 9,33 km² de área y 1 077 habitantes (2001). Densidad: 115,4 hab/km². Es de las freguesias de Braganza más cercana a la sede: cerca de 3 kilómetros. Destaca esta fregesía por los trabajos de artesanía en madera y en la elaboración de objetos mimbre.
- Datos: Q1886246
- Multimedia: Samil / Q1886246